# Бингемтонский университет
Университет штата Нью-Йорк в Бингемтоне, также известный как Бингемтонский университет (англ. State University of New York at Binghamton, Binghamton University, SUNY Binghamton)— государственный исследовательский университет с кампусами в Бингемтоне, Вестале и Джонсон-Сити в штате Нью-Йорк, США.
Один из четырёх университетов, входящих в систему Университета штата Нью-Йорк. Основан в 1946 году как небольшой гуманитарный Харпур-колледж. По состоянию на осень 2018 года в университете обучались 18 147 студентов и аспирантов.
В рейтинге U.S. News & World Report за 2018 год Бингемтонский университет занял 87-е место среди более чем 3 000 вузов США.
С момента своего основания в 1946 году школа превратилась из небольшого гуманитарного колледжа в крупный исследовательский университет. Он классифицируется как «R1: докторские университеты - очень высокая исследовательская деятельность».

## История

### Создание
Бингемтонский университет был основан в 1946 году в Эндикотте, штат Нью-Йорк, как колледж Triple Cities College (регион тройных городов) для обучения местных ветеранов, вернувшихся со Второй мировой войны. Томас Уотсон, один из основателей IBM в округе Брум, рассматривал регион тройных городов как область с большим потенциалом. В начале 1940-х годов он сотрудничал с местными лидерами, чтобы начать создание двухгодичной школы в качестве спутника частного Сиракузского университета, пожертвовав землю, которая станет первым домом школы.
Первоначально студенты колледжа Triple Cities College получали степень бакалавра в Сиракузском университете. К 1948–1949 учебному году они могли полностью завершать обучение в колледже. В 1950 году он отделился от Сиракузского университета и был включен в систему государственного университета штата Нью-Йорк (SUNY), получив название Харпур-колледж, названный в честь Роберта Харпура, учителя, поселившегося в районе Бингемтона.

## Известные выпускники
- Болдуин, Уильям — американский киноактёр.
- Майклсон, Ингрид — американская инди-поп певица и автор песен.
- Палья, Камилла — американская писательница и критик.
- Райзер, Пол — американский актёр, комик, сценарист, композитор, писатель и телеведущий.
- Ранальдо, Ли — американский музыкант; композитор, гитарист и вокалист рок-группы Sonic Youth.
- Сантьяго-Хадсон, Рубен — американский актёр, драматург и режиссёр.
- Финкельштейн, Норман — американский политолог и писатель, автор книги «Индустрия холокоста».
- Шпигельман, Арт — американский художник, писатель и издатель, лауреат Пулитцеровской премии.

## Известные преподаватели
- Валлерстайн, Иммануил — американский социолог и философ-неомарксист, один из основателей мир-системного анализа.
- Клир, Джордж — американский ученый чешского происхождения, профессор логики.
- Уиттингем, Стэнли — химик, один из создателей литий-ионных батарей, лауреат Нобелевской премии по химии 2019 года.